# Campionato sudamericano femminile di pallacanestro 1974
Il 15º Campionato dell'America Meridionale Femminile di Pallacanestro (noto anche come FIBA South American Championship for Women 1974) si è svolto dal 16 al 27 ottobre 1974 a La Paz, in Bolivia. Il torneo è stato vinto dalla nazionale brasiliana.

## Squadre partecipanti
- Argentina
- Bolivia
- Brasile
- Cile
- Paraguay
- Perù
- Uruguay

## Classifica finale
| Pos | Squadra   | V-P |
| --- | --------- | --- |
|     | Brasile   | 6-0 |
|     | Argentina | 4-2 |
|     | Bolivia   | 4-2 |
| 4   | Perù      | 3-3 |
| 5   | Paraguay  | 2-4 |
| 6   | Cile      | 2-4 |
| 7   | Uruguay   | 0-6 |